# المسرح الملحمي
المسرح الملحمي، مصطلح صاغه المسرحي والشاعر الألماني برتولت بريشت في عام 1926 يجمع بين نوعين أدبيين هما الدراما والملحمة، أي شكلي الأدب المسرحي والسردي. في عشرينيات القرن الماضي، بدأ بيرتولت بريشت والمخرج إيرفين بيسكاتور [الألمانية] بتجربة أشكال جديدة من المسرح، إذ أرادا الابتعاد عن تصوير المصائر الفردية المأساوية المعهودة من مرحلة الخيال الكلاسيكي وواقعها الظاهري، وكان هدفهما تصوير الصراعات الاجتماعية الكبرى مثل الحرب والثورة والاقتصاد والظلم الاجتماعي، جاعلين المسرح أداة لجعل هذه الصراعات شفافة ودفع الجمهور لتغيير المجتمع إلى الأفضل.

## نظرة عامة

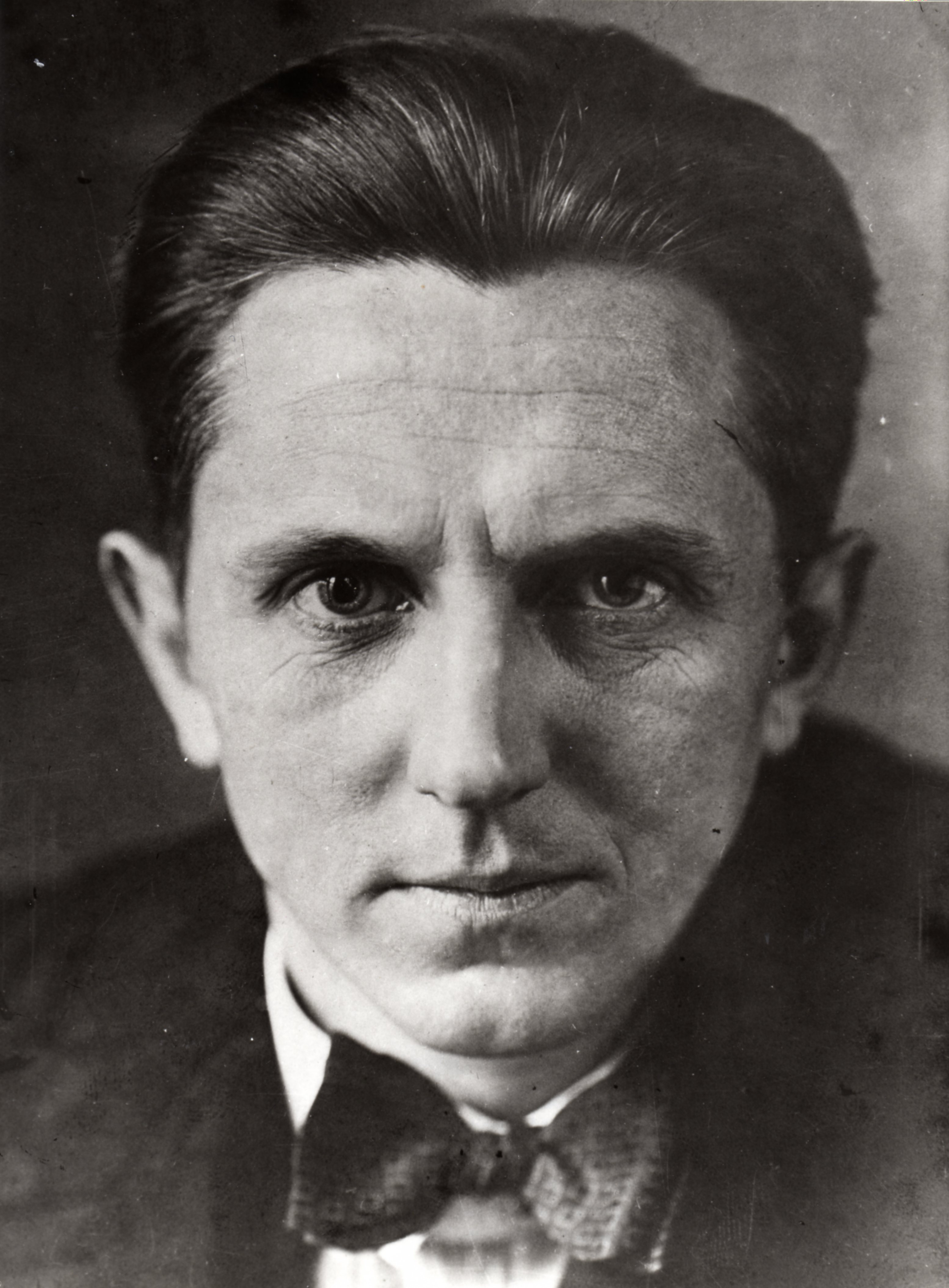
إيرفين بيسكاتور (1893-1966)، صورة في برلين برلين حوالي عام 1927

ينفصل المسرح الملحمي عن مفاهيم المسرح النوعية التي تقلل من قيمة العناصر السردية على المسرح عبر تجسيدها في تمثيل حي، فحتى في العصور القديمة كانت هناك عناصر سردية في المأساة، مثل الجوقة التي علقت على الأحداث، أو الجداريات أو تقارير الرسل الذي وصفت فيه الشخصيات الأحداث التي كان من الصعب تصويرها على خشبة المسرح، مثل المعارك الكبرى، إلا أن هؤلاء الرسل كانوا آنذاك يتحولون إلى شخصيات مسرحية، ويحافظ بذلك على المظهر الواقعي.
اخترق إيرفين بيسكاتور واقع خشبة المسرح وبرتولت بريخت باستخدام عناصر السرد بصورة مختلفة، ووظف مسرح بيسكاتور الطليعي في العشرينيات من القرن الماضي تقنيات مسرحة حديثة مثل استخدام الخشبات المتوازية التي تقدم جوانب حركة مختلفة في نفس الوقت، والممرات المتحركة، والأقراص الدوارة، والجسور المتحركة. كما استخدم بيسكاتور إسقاطات الصور، وابتداء من عام 1925 الأفلام الوثائقية التي أكملت ما كان يحدث على المسرح وتداخلت معه. في مثال آخر جعل بيرتولت بريشت الممثلين يقفون أمام الستارة ويعلقون على ما يحدث على المسرح، كما خاطب الممثلون الجمهور وعرضت نصوص وصور وفقرات موسيقية وأغان، ونسف عمدا تماهي هوية المشاهد مع البطل.
بذلك يقف المسرح الملحمي على النقيض من المسرح الأرسطي، الذي سعى وراء هدف الارتقاء بالمتفرج من خلال التفاعل العاطفي مع ما شوهد، وهي عملية أطلق عليها أرسطو اسم التطهير، أما المسرح الملحمي فيبغي أن يقود المشاهد إلى رؤية بعيدة ونقدية للأحداث على المسرح، وهدفه ليس التعاطف أو إثارة المشاعر، بل حفز التفكير والرؤى النقدية الاجتماعية.
في الوقت ذاته كسرت مواصفات الدراما التقليدية الأخرى، مثل هيكل الدراما الكلاسيكي المكون من خمسة أطوار وقوس تشويق محدد مسبقًا ونقطة تحول والمختزل من حيث المواقع وزمن الأحداث. في المسرح الملحمي يمثل كل مشهد نفسه، وغالباً ما تكون هناك نهاية مفتوحة، كما هو الحال في مسرحية بريشت «الإنسان الطيب من سيتسوان»:
"جمهورنا المحترم، لا تقلق الآن، فنحن نعلم جيداً أن هذا ليس الاستنتاج الصحيح.
كان يدور في خلدنا: الأسطورة الذهبية.
ولكنها لاقت في الخفاء نهاية مريرة.
نحن أنفسنا نشعر بخيبة أمل وننظر بقلق، فالستار قد
أُغلق الستار وما زالت كل الأسئلة مفتوحة".
يكاد مصطلح «المسرح الملحمي» يطلق اليوم حصرياً على أعمال وتقنيات بريشت، وبيسكاتور بدرجة أقل، مع أن كتاب كثيرين في القرن العشرين وظفوا العناصر الملحمية. أيضاً. ويرى الناقد يورجن هيلشايم أن الكثير من العناصرالمهمة في مسرح بريشت الملحمي قد تطورت مبكراً، قبل التقاء بريشت مع الماركسية.
طور بريشت باستمرار مفهوم المسرح الملحمي وكيفه مع احتياجات المسرح. وعلى الرغم من أنه يلخص مفهومه في بضع نقاط، إلا أن اتساع نطاق الدراما الجديدة لدى بريشت يظهر فقط في عدد كبير من الوثائق المتناثرة، بعضها في مخططات المسرحيات، وفي الملاحظات والمخطوطات المطبوعة وفي الرسائل والمجلات. لذلك يجب فهم المسرح الملحمي على أنه مفهوم مفتوح.
ومع ذلك، يمكن تحديد بعض الركائز الأساسية التي تنشأ من هدف بريخت التعليمي": االانفصال عن مسرح الأوهام يمكّن الجمهور من تقييم العمليات الاجتماعية المعقدة بصورة واعية. وتحقيقاً لهذه الغاية يجب فحص قدرة عناصر الدراما الفردية على جلب تناقضات العالم الحديث المعقدة إلى المسرح. وعلى الموسيقى والإضاءة والممثلين وتصميم المسرح والنصوص أن تظهر للجمهور شيئاً ما، وأن تستخدم منفصلة عن بعضها وعلى النقيض، كما يجب المحافظة على المسافة بين الجمهور والمشهد كلما تقلصت، وكسر التوتر والتعاطف والوهم.
مسرح بريشت وبيسكاتور  الملحمي منخرط سياسياً، ومتحرر من إطار الدراما التقليدية الضيق، المسرح الملحمي ذو توجه ماركسي ويعمل على تصوير العلاقات السياسية المعقدة، ويناهض الاستغلال والحرب، ويدعو إلى التغيير الاشتراكي في المجتمع.
بالإضافة إلى مصطلح «المسرح الملحمي»، استخدم بيرتولت بريشت لاحقا مصطلح «المسرح الجدلي» في كثير من الأحيان في وصف مفهومه العام.

## نشوء مصطلح «المسرح الملحمي»
ادعى كل من بريشت وبيسكاتور أنه صاغ مصطلح «المسرح الملحمي»، وتقول إليزابيث هاوبتمان التي عملت مع بريشت بأنه طور الفكرة في عام 1926 في سياق مسرحية جاي فلايشهاكر في شيكاغو [الألمانية]، وأن بريشت قد قال آنذاك «أن عالم اليوم لم يعد يلائم الدراما»  وبدأ في تطوير مفهومه المضاد الذي عرف بالمسرح الملحمي. وقد كتب بريخت عن نفسه في: «يمكن أن تُعزى النظرية الفعلية للمسرح غير الأرسطي وتطور» أثر-V«إلى القادم من أوغسبورغ»، ويشير إلى أن ميزة بيسكاتور هي «قبل كل شيء تحويل المسرح إلى السياسة». في النهاية، يتحدث بريخت دبلوماسيًا عن الاستخدام المتزامن: البسكاتور أكثر في الأسلوب المسرحي (في استخدام النقوش، والجوقات، والأفلام، وما إلى ذلك)، والأوغسبورغر (بريشت) في أسلوب التمثيل.
صرح بيسكاتور أن تمثيله في مايو 1924 لمسرحية «الرايات» لألفونس باكيه [الألمانية]في مسرح الشعب في برلين كان أول قطع مع «مخطط العمل الدرامي»، وفيه قدم بيسكاتور للجمهور شخصيات مسرحية باكيه حول انتفاضة هايماركت من خلال استخدام إسقاط الصور المكثف، كما عرض بين المشاهد ترجمات على شاشتين على حافتي المسرح.
لاحقاً، وعندما نجح بريخت في تكييف هذه الأدوات وغيرها من أدوات مسرح بيسكاتور في السنوات التالية، نسب بيسكاتور لنفسه التأصيل المفاهيمي والمنهجي للمسرح الملحمي في كتابه الصادر عام 1929 «المسرح السياسي» (بالألمانية: Das politische Theater)‏، حيث صرح أن عرضه مسرحية باكيه قد حمل بالفعل العنوان الفرعي «دراما ملحمية»، مع أن العنوان الفرعي كان في الحقيقة «رواية درامية».
ومع ذلك، فقد استخدم الناقد ألفريد دوبلن بالفعل مصطلح «ملحمي» فيما يتعلق بأعمال بيسكاتور المسرحية في عام 1924، في سياق مقالته في لايبتسيغ تاغبلات عن مسرحية الرايات، الذي أشار فيه إلى أن الكاتب المسرحي باكيه لم يكن شعريا، ولكنه «حماسي بصورة ملحمية».
يعارض الناقد غونتر ماهال ادعاء بريشت الحصرية، ويراه نجاحا تكتيكيا في خطابه الذي نجح في استخدام المصطلح العام «المسرح الأرسطي» لالتقاط جزء كبير من الدراما التي كانت أمامه والحط منها، ويعتبر طرح بريشت «تشويها» و«تلاعبًا».
بعيداً عن الخلاف حول الأسبقية في كل من عناصر المسرح الملحمي الفردية، فإن أهمية بيسكاتور في خلق صورة الدراما الجديدة لا شك فيها. تصف سارة براينت-برتيل التمثيل الدرامي المشترك الذي قدمه بريشت وبيسكاتور لرواية ياروسلاف هاشيك«الجندي الصالح شفيك» في عام 1928 بأنه «نموذج أولي للمسرح الملحمي». فقد طوَّر بيسكاتور أفكاراً ووسائل تقنية لإنتاجاته «الثورية» و «البروليتارية» في خدمة الصراع الطبقي،  واستخدمها بريخت أيضاً لاحقاً بعد بصيغ معدّلة. نشّط بيسكاتور الجمهور وجرب تقنيات مسرحية حديثة، إذ قدمت عروض الأفلام والصور والخشبات المتزامنة إمكانيات جديدة، وقد وصفه بريشت لحبه التجريب بالـ«الباني العظيم للمسرح الملحمي».
ومع ذلك، يذكر المسرحي جان كنوبف أن بريشت نظر إلى مسرح بيسكاتور النشط نظرة نقدية، ورآه مبتكراً، ولكن شكلي فقط، إلا أنه نادرا ما عبر عن هذا النقد، من منطلق الاصطفاف السياسي. انتقدت مشاريع بيسكاتور غالباً من قبل النقاد المعاصرين الذين رؤوها دعائية للغاية، وعلى سبيل المثال يرى الناقد فالتر هينك أن مسرح بيسكاتور هو «واقع يشبه التقارير الصحفية ومصمم بعناية». كذلك كان هناك اختلاف جوهري بين إنتاجات بريشت وبيسكاتور، فقد أراد بيسكاتور أن يجرّ المشاهد معه، في تناقض تام مع مفهوم بريشت عن مسرحية رصينة متباعدة عن عواطف المشاهد.
تعزو سارة براينت-برتيل حقيقة أن مصطلح «المسرح الملحمي» كان مرتبطاً بصورة تكاد تكون حصرية بمسرحيات بريخت إلى التأثير الهائل الذي أحدثته مسرحية الأم شجاعة وأبناؤها، والتوثيق الشامل الذي حظي به الأداء.
من ناحية الارتباط المفاهيمي بين الأنواع، هناك استخدام أقدم لهذه التسمية، وهو عمل توماس هارديالضخم «السُلالات، دراما ملحمية للحرب مع نابليون» الذي نشر عام 1904 في ثلاثة أجزاء ضمت تسعة عشر فصلاً ومائة وثلاثين مشهداً. ومع ذلك، فإن التشابه في الاسم لا يشير بالضرورة إلى مفهوم مماثل، ولكنه اختير «فقط بسبب الطول والموضوع التاريخي».

### رواد الملحمة والدراما في تاريخ الأدب
لفترة طويلة، كان فن الشعر كما طرحه أرسطو تأثير في فهم الدراما، وإن عدلت مبادئها على مدار التاريخ. أصبح الفصل المنهجي بين الأنواع الأدبية بانتظام معياراً للجودة، فلا ينبغي أبداً الخلط بين الملحمة والدراما. تشير الناقدة الألمانية ماريان كيستينغ إلى أنه كانت هناك دائماً أشكال درامية أخرى لم تحظ لاحقا باهتمام كبير، وتعد من بين الأشكال الملحمية مسرحية الأسرار في القرون الوسطى، ومسرحيات الأفخارستيا المسيحية لكالديرون، ودراما العاصفة والاندفاع. كما يسمي بريشت نفسه نماذج أخرى يحتذى بها:
"من منظور أسلوبي لا يعد المسرح الحمي شيئاً جديداً بصورة خاصة، فهو بشخصيته المعرضية وتشديده على الفنّي أقرب إلى المسرح الآسيوي القديم. كذلك تظهر التوجهات التعليمية في مسرح الأسرار في القرون الوسطى وأيضاً المسرح الإسباني الكلاسيكي ومسرح اليسوعيين [الإنجليزية].
كان ما أثار إعجاب بريشت في المسرح الآسيوي «الأهمية الكبرى للإيماءة»، و«أسلوب التمثيل غير المشخصن»، وتقليل التخييل إلى الحد الأدنى بطرق منها الديكور البسيط والانقطاعات في التمثيل.
يشير بريشت مراراً إلى ويليام شكسبير أيضاً، الذي وجد مسرحياته «حيّة للغاية» ومليئة بالتجربة والابتكار. رأى بريشت شكسبير «واقعياً عظيماً» أظهرت مسرحياته «تلك التصدعات القيمة حيث اصطدم الجديد في عصره بالقديم».
تشير الناقدة ماريان كيستينغ إلى شكوك ظهرت مبكراً حول الفصل الصارم بين النصوص الدرامية والنصوص السردية في أوروبا، تظهر في المراسلات بين فريدريش شيلر ويوهان غوته. فعلى الرغم من إعجاب كل منهما بأرسطو، تساءل الكاتبان عما إذا كان الفصل الصارم بين الأنواع الأدبية ممكناً في كل موضوع. نشأ هذا الشك بإمكانية الفصل الدوغمائي بين الأنواع لدى شيلر في كتابته لقصة عذراء أورليان المعقدة، ولدى غوته في عمله على دراما فاوست. أما رواد المسرح الملحمي الفعليون فترى كيستينغ أنهم قد ظهروا في فترة ماقبل مارس 1848 (بالألمانية: Vormärz)‏، في دراما كريستيان ديتريش غرابه وجورج بوشنر، وتعتبر مسرحيات بوشنر «نماذج للدراما الملحمية». فدراما بوشنر غير المكتملة فويتشك [الإنجليزية] يظهر فيها البطل السلبي «بفعل البيئة الاجتماعية» سلبياً وضحية مجتمع ممزق، ولكن البطولة القائمة على المعاناة والإصرار على العمل تتسببان في تدهور اللحظة النشطة في الدراما. ويعترف بريشت صراحة بأهمية دراما فويتشك في تطوره الأدبي المبكر.
يرى الناقد والتر هينك تأثير الكوميديا المرتجلة في بعض شخوص بريشت المعيارية المرسومة بشكل ساخر، وبرأيه تتوافق شخصية شو فو في مسرحية "الإنسان الطيب في سيتسوان" مع شخصية بانتالوني [الإنجليزية]" في الكوميديا الشعبية الإيطالية، الذي كان واحداً من ممثلي الطبقة الغنية. وعندما يستخدم بريشت الأقنعة، كما في الكوميديا المرتجلة لا تكون هذه مرتبطة بتعبير عاطفي معين، بل بهدف المبالغة في التمثل الساخر من الطبقة العليا. كذلك يطالب بريشت في مسرحية "بونتيلا" صراحة بالتوجه نحو الكوميديا المرتجلة، ولم يقتصر اهتمامه هنا على الأنواع والأقنعة، بل شمل بتوجيه الحركة الفنية.

### تأثير الاتجاه الطبعاني

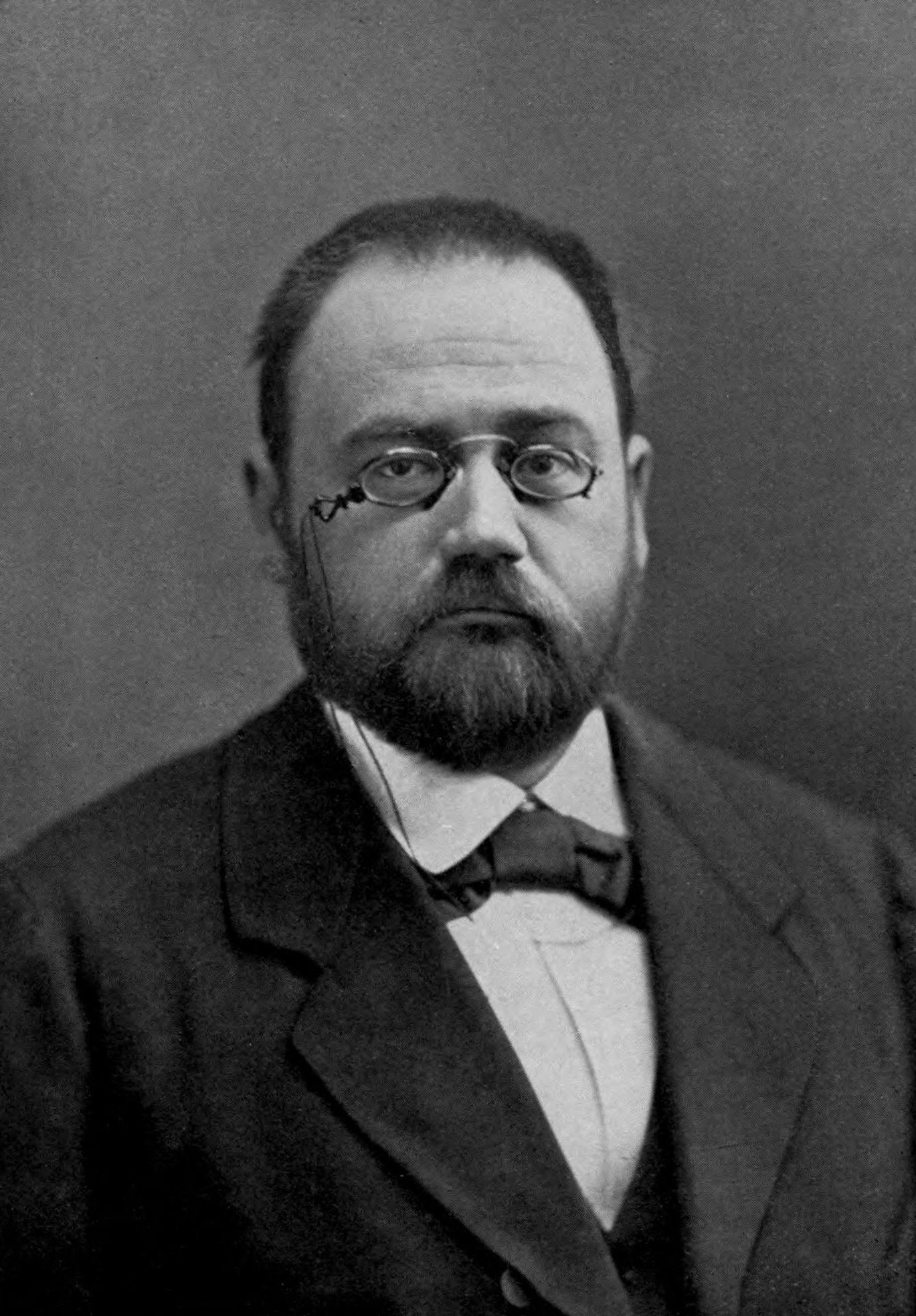
إميل زولا حوالي عام 1875

تعرض النموذج المسرحي الأرسطي في القرن التاسع عشر إلى التشكيك بملائمته التغيرات الاجتماعية التي أحدثها عصر التصنيع. طور الاتجاه الطبعاني الناشئ مفاهيم جديدة، وكانت نقطة البداية التي ارتكز عليها كتاب مسرحيون طبعانيون مثل جيرهارت هوبتمان وهنريك إبسن هي روايات إميل زولا ودوستويفسكي، وينظر إلى زولا في الدراسات الأدبية على أنه أهم سلف لبريشت، وذلك أيضاً بسبب كتاباته النظرية، على الرغم من أن بريشت نأى بنفسه لاحقاً بوضوح عن الطبعانية.
من ناحية، كانت دراما زولا الطبيعية تتعارض مع مسرح بريشت الملحمي، فقج أراد الفرنسي زولا الوهم المثالي، ووجب عنده أن ينقل الممثلون وتصميم المسرح انطباعاً عن الحياة الواقعية إلى المسرح. ولكن زولا مع ذلك ذهب إلى ما هو أبعد من النموذج الأرسطي، ففي سياق إظهار الحياة اليومية كان تمثيل الشخصية أكثر أهمية بالنسبة له من الحكاية، ورأى بوجوب أن تكون هناك مشاهد مستقلة مصممة مثل مقتطفات من رواية، وأن يكون الإخراج علمياً وتجريبياً. يرى زولا في مسرحية موليير «عدو البشر» مثالاً مبكراً للدراما السردية، وفي مطلع عام 1881 كتب زولا في نقد الدراما الفرنسية في عصره: «إن مجالس فناني المعارض أوسع وأكثر ملحمية من مسارحنا البائسة التي تختنق فيها الحياة». يحاول زولا أن يوضح بأمثلة أن المسرح قد تغير عبر التاريخ وأن الدراما الكلاسيكية قد تجاوزها الزمن وصار من الضروري تجربة شيء جديد. ويمكن العثور على العناصر الأساسية لمثل هذه التجارب في أعمال الدراما الملحمية القديمة والرواية الطبعانية. وقد تبنى الطبعانيون الألمان أفكار زولا. وكيفوا قبل كل شيء أطروحة تأثير الرواية التكويني على الدراما.
على الرغم من أن بريخت نأى بنفسه بشدة عن الطبعانيين، إلا أنه يمكن استخلاص بعض أوجه التشابه: الاهتمام بالتجريبية، والنهج العلمي، ورفض الدين والميتافيزيقيا، والدراما ذات النهاية المفتوحة ، وتأويل الدراما، البناء على أشكال الدراما القديمة ومسارح السوق، والإيمان بتأثير التغيرات التاريخيية على المسرح. أما الاختلاف الأساس ففي فكرة الطبعانية حول الوهم المثالي وطبعانية الأوصاف، التي لا يبدو أنها تسمح بأي تغيير، وبخلاف الطبعانيين اغتبر بريشت، مثل أرسطو أن الحاسم هو الحكاية، التي عليها أن تظهر التناقضات والبنى الاجتماعية.
يتحدث زولا بالفعل عن أشكال التمثيل الملحمية، ووفقا للناقد رينهولد غريم هناك فارق لدى بريشت في مفهوم الملحمة نفسها، ففي حين رأى زولا الراوي مسجّلا محايدا لا يتدخل في أحداث الروية، كان الراوي لدى بريشت قدوة الدراما التي يقدمها. يقدم غريم دليلاً على ذلك في دراما بريخت دائرة الطباشير القوقازية، حيث يعلق الراوي الذي يكون دائماً على خشبة المسرح، ويقدم الشخصيات وأفكارها، ويضع العمل المسرحي في إطار قصة قديمة. يركز الناقد يان كنوبف بشكل أكبر على التباين في المحتوى، فوفقاً لبريشت يُظهر الأدب الطبعاني مجرد واجهة للواقع الاجتماعي الذي يبدو أنه غير قابل للتغيير، ولكن حتى أدق تصوير خارجي لمصنع لا تظهر هيكله الداخلي. من ناحية أخرى ، لا يريد بريخت تصوير الواقع الاجتماعي فحسب، بل يريد بدلاً من ذلك إظهار الهياكل وإمكانيات التغيير.

### تأثير الأوبرا
كان التعامل مع الأوبرا موضوعاً مركزيا لدى بريشت، وبين العامين 1926 و1956 عمل بريخت على حوالي عشرين مشروع أوبرا. يشير عدة كتاب إلى أهمية الموسيقى في ظهور مفهوم مسرح بريشت، وقد أشار توماس مان في محاضرة ألقاها عام 1933 إلى شخصية اأوبرا ريتشارد فاغنر الملحمية ويقارنه بأونوريه دي بلزاك وليو تولستوي وإميل زولا، ويفسر عمل فاغنر دريرينغ بيس نبلنغن على أنه دراما متعددة الأجزاء و "ملحمة ذات مناظر خلابة"،  ويرى أن "عمل فاجنر الرئيسي" هذا يدين بروعته للروح الفنية الملحمية".
مع ذلك رأى بريشت خصمه الرئيسي في ريتشارد فاغنر، ولكن ربما طور بذلك موقعه ليكون صيغة بديلة، فكان بالتالي تحت تأثير فاغنر. هناك عدد من أوجه الشبه ملفتة للنظر في حياة كل من بريشت وفاغنر، فكلاهما أصبح ناجحاً في سن الثلاثين من خلال أوبراهما، وكلاهما كان مهتماً بـ"الصاع بالصاع"لشكسبير وأنتيجون لسوفوكليس، وكلاهما قاتل لاحقاً من أجل أن يكون له مسرحه الخاص. كما يوافق ثيودور أدورنو على أن سمات المسرح الملحمي الأساسية تظهر في «رينغ» فاغنر.
يفسر البعض مرحلة انتاجية بريشت العالية في نهاية العشرينيات من القرن الماضي على أنها إستراتيجية مزدوجة جهد فيها من جانب في محاولة لإصلاح الأوبرا من الداخل من خلال أوبراه الخاصة، وفي إنشاء مسودة بديلة على صورة «مسرح تعليمي» من جانب آخر. وعلى الرغم من نقد بريخت المبدئي لأعمال الأوبرا البرجوازية مع جمهورها السلبي ووظيفتها التمثيلية، كان هناك في عالم الأوبرا أيضاً مصدر لعناصر ملحمية على خشبة المسرح، وبالإضافة إلى أعمال فاغنر ، تستحق أوبرات «دا بونتي» لموتسارت الذكر في هذا السياق. لا يبحث عدد من المؤلفين عن تأثير أوبرا فاغنر على المسرح الحديث في أوجه التشابه، ولكن في ابتعاد المؤلفين الواعي عنه: «بعبارة صريحة، فإن المسرح الحداثي، الذي لطالما كان المسرح الملحمي هو حامل لوائه ، قد يكون ابن الأبرا غير الشرعي».
يتفق بعض المؤلفين مع هذا الطرح، رائين في مقترحات فيراتشيو بوزوني لإصلاح الأوبرا مخططاً للمسرح الملحمي بصورة عامة. انتقد بوزوني، أستاذ كورت فايل مفهوم الموسيقى الكلاسيكي الذي يكرر ما يحدث على خشبة المسرح، ودعا اختبار متى يكون مناسبا أن تصدر الموسيقى ومتى لا ينبغي أن تصدر. كما دعا بوزوني الملحنين إلى التحلي بالشجاعة للانفصال عن الراهن وإلى تفعيل الجمهور، مبينًا أنه «من أجل الحصول على عمل فني يجب أن يقوم المتلقي بنصف العمل». ولاحقا انقلب مثل مثل بريشت على مسرح االتخييل:
مثلما يجب على الفنان الذي وظيفته تحريك المشاعر ألا تتحرك مشاعره هو في الأداء حتى لا يفقد سيطرته على أدواته في تلك اللحظة، يجب كذلك على المشاهد الراغب بتذوق المفعول المسرحي ألا يراه كحقيقة، وألا يهبط بالتذوق الفني إلى تعاطف إنساني. الممثل «يلعب» دورا ولا يعيشه، والمشاهد يظل متشككا وبالتالي حر في التلقي العقلي والتذوّق الراقي.
كان لأعمال بوزوني المسرحية وتنفيذ أفكاره العملي، مثل مسرحيتا الفصل الواحد «توراندوت» وأرليتشينو تأثير قوي على كورت فايل، وكانت ميزاتها الحرية اللحنية المجانية والقطع القصيرة والمكتفية ذاتيا، ومن الممكن اعبار الاقتباسات الموسيقية الساخرة الصغيرة فيها مقدمة للاغتراب.
| شكل المسرح الأرسطي                  | شكل المسرح الملحمي             |
| ----------------------------------- | ------------------------------ |
| يمثّل                                | يقول                           |
| يفاعل المشاعد مع ما يجري على الخشبة | يحول المشاهد إلى مراقب         |
| يستهلك نشاط المشاهد                 | يوقظ نشاطه                     |
| يسمح له بمشاعره                     | يجبره على اتخاذ القرارات       |
| المغامرة                            | الرؤية الكونية                 |
| يؤخذ المشاهد إلى شيء ما             | يواجه المشاهد بشيء ما          |
| اقتراح                              | جدل                            |
| الأحاسيس محفوظة                     | يقود إلى المعرفة               |
| يجد المشاهد نفسه في قلب المشهد      | يقف المشاهد في مقابل المشهد    |
| يعايش                               | يدرس                           |
| يفترض أن الإنسان معروف              | الإنسان هو موضوع البحث         |
| الإنسان الثابت                      | الإنسان المتغير والمغيّر        |
| الشدّ عند المخرج                     | الشدّ على الطريق                |
| المشهد يقود لآخر                    | كل مشهد عن نفسه                |
| نمو                                 | تركيب                          |
| الأحداث الخطية                      | الأحداث في منحنيات             |
| حتمية التطور                        | قفزات                          |
| الإنسان بصفته حلّاً                   | الإنسان بصفته عملية            |
| التفكير يقرر الوجود                 | الوجود في المجتمع يحدد التفكير |
| شعور                                | نسبية (العقل ، السبب)          |
| المثالية                            | المادية                        |